# Vasaloppet de la Sergerie
Vasaloppet de la Sergerie är en längdskidåkningstävling i trakterna kring Le Norvégien i Québecprovinsen i Kanada, som hade premiär 2007
Tävlingen körs i februari eller mars., och dess namn har hämtats efter inspirationer från Vasaloppet i Sverige.

### Fotnoter
1. ↑  ”150 fondeurs attendus” (på franska). Commission Scholarie de la Jonquère. Arkiverad från originalet den 26 oktober 2014. https://web.archive.org/web/20141026212624/http://www.csjonquiere.qc.ca/fichiers/fichiers/stephane1_2011___1687____file.pdf. Läst 26 juli 2013.
2. ↑  ”Le Norvégien invite les fondeurs à son défi sportif du 1er mars” (på franska). Le Reveil. 21 februari 2009. Arkiverad från originalet den 28 oktober 2014. https://web.archive.org/web/20141028063239/http://www.csjonquiere.qc.ca/fichiers/fichiers/vasaloppet___1892____file.pdf. Läst 26 juli 2013.
3. ↑  ”M. Stéphane au Norvégien pour la 5e édition de la Vasaloppet, fév. 2011” (på franska). Commission Scholarie de la Jonquère. 21 februari 2009. Arkiverad från originalet den 26 juli 2013. https://archive.is/20130726162850/http://www.lereveil.ca/2009/02/21/le-norvegien-invite-les-fondeurs-a-son-defi-sportif-du-1er-mars. Läst 26 juli 2013.